# Myllaena hopkinton
Myllaena hopkinton är en skalbaggsart som beskrevs av Jan Klimaszewski 1982. Myllaena hopkinton ingår i släktet Myllaena och familjen kortvingar. Inga underarter finns listade i Catalogue of Life.